# Курилов, Николай Николаевич
Никола́й Никола́евич Кури́лов (северноюкаг. Микалай Курилэу; род. 11 июня 1949) — юкагирский художник и писатель. Писал также под псевдонимом Окат Бэй. Брат писателя Улуро Адо (Гаврилa Куриловa) и писателя и художника Семёна Курилова.
Николай Курилов родился в селе Андрюшкино Нижнеколымского района Якутской АССР (ныне в Олёринском Суктуле). Учился в Красноярском художественном училище. После учёбы вернулся в родной район и работал учителем черчения и эстетики, художником-оформителем в посёлке Черский и фотокорреспондентом газеты «Колымская правда».
С 1976 года принимал участие в региональных и всесоюзных выставках, писал стихи и прозу и выступал на семинарах молодых писателей. С 1982 член Союза художников СССР, с 1988 — член Союза писателей СССР.
С 1994 года — научный сотрудник Института проблем малочисленных народов Севера Сибирского отделения Российской академии наук. В 1994 году провёл путешествие по местностям США, заселёнными индейцами, изучая их искусство. С 1997 — редактор и диктор радиостанции «Геван» на языках малых народов севера.
Пишет по-юкагирски, по-якутски и по-русски в разных стилях — рассказы из жизни народов севера, детская литература, поэзия, учебники, а также научная фантастика. Вместе с братом Гаврилом составил юкагирский букварь.
Женат на художнице Ульяне Прокопьевне.
Возможно, является автором стихотворения «Родина» («Я узнал, что у меня…»), известного по фильму «Брат 2» (опубликовано в русском переводе Михаила Яснова в 1987 году). Текст в фильме «Брат 2» несколько отличается от авторского. Вместе с тем, есть данные, что это стихотворение было написано В. Н. Орловым и называется «Снова Родное».

## Награды
- Народный художник Республики Саха (Якутия) (23 марта 2016) — за особый вклад в развитие изобразительного искусства Республики Саха (Якутия), заслуги в области культуры и духовного развития, многолетнюю творческую деятельность
- Диплом Якутского обкома ВЛКСМ «Лучший дебют 1981»